# Championnat sud-américain de football de 1929
Navigation
Pérou 1927 Pérou 1935
Le Championnat sud-américain de football de 1929 est la douzième édition du championnat sud-américain de football des nations, connu comme la Copa América depuis 1975, qui a eu lieu en Argentine du 1er novembre au 17 novembre 1929.
Les pays participants sont l'Argentine, le Paraguay, le Pérou et l'Uruguay. L'édition 1928 a été reportée en raison de la participation du Chili, de l'Uruguay et de l'Argentine aux Jeux olympiques de 1928 qui se sont tenus à Amsterdam, où l'Uruguay et l'Argentine ont remporté respectivement l'or et l'argent.

## Équipes

Photographies d'équipes lors de la compétition
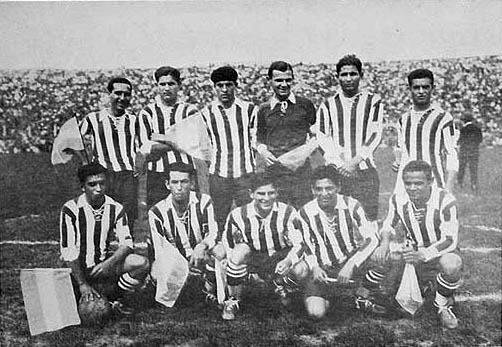
Équipe du Paraguay
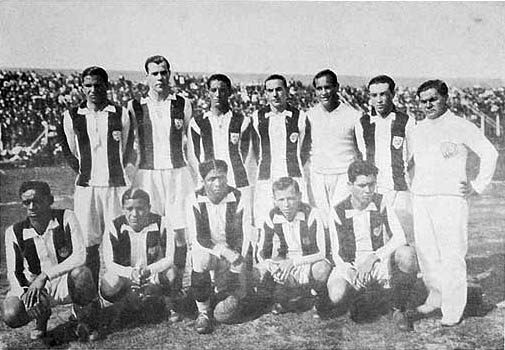
Équipe du Pérou
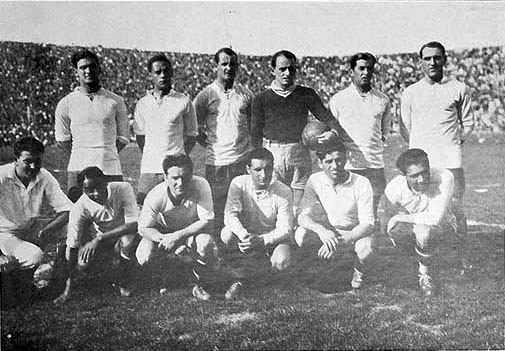
Équipe d'Uruguay

## Résultats

### Classement final
Les quatre équipes participantes sont réunies au sein d'une poule unique où chaque formation rencontre une fois ses adversaires. À l'issue des rencontres, l'équipe classée première remporte la compétition.
|   | Équipe    | Pts | J | G | N | P | BP | BC | Diff |
| - | --------- | --- | - | - | - | - | -- | -- | ---- |
| 1 | Argentine | 6   | 3 | 3 | 0 | 0 | 9  | 1  | +8   |
| 2 | Paraguay  | 4   | 3 | 2 | 0 | 1 | 9  | 4  | +5   |
| 3 | Uruguay   | 2   | 3 | 1 | 0 | 2 | 4  | 6  | -2   |
| 4 | Pérou     | 0   | 3 | 0 | 0 | 3 | 1  | 12 | -11  |

| 1er novembre | Paraguay  | 3 | 0 | Uruguay  |
| 3 novembre   | Argentine | 3 | 0 | Pérou    |
| 10 novembre  | Argentine | 4 | 1 | Paraguay |
| 11 novembre  | Uruguay   | 4 | 1 | Pérou    |
| 16 novembre  | Paraguay  | 5 | 0 | Pérou    |
| 17 novembre  | Argentine | 2 | 0 | Uruguay  |

### Matchs
| 1er novembre 1929                                                                                               | Paraguay                          | 3 – 0                                                                                        | Uruguay | Estadio Alvear y Tagle (Buenos Aires)       |                                             |
| | González 16e, 86e · Domínguez 55e | (1 - 0)                                                                                      |         | Spectateurs : 40 000 Arbitrage : José Galli | Spectateurs : 40 000 Arbitrage : José Galli |
| Brunetti - Olmedo, Flores - Viccini, Díaz, Etcheverry - Nessi, Benítez Cáceres, González, Domínguez, Sosa Lagos | Équipes                           | Mazali - Bucetta, Arispe - Andrade, Silva, Magallanes - Píriz, Castro, Petrone, Cea, Campolo |         | Spectateurs : 40 000 Arbitrage : José Galli | Spectateurs : 40 000 Arbitrage : José Galli |

| 3 novembre 1929 | Argentine                       | 3 – 0                                                                                                   | Pérou | Stade Gasómetro (Buenos Aires)                 |                                                |
| | Peucelle 27e · Zumelzú 38e, 58e | (2 - 0)                                                                                                 |       | Spectateurs : 20 000 Arbitrage : Aníbal Tejada | Spectateurs : 20 000 Arbitrage : Aníbal Tejada |
| Bossio - Tarrío, Paternoster - J. Evaristo, Zumelzú, Orlandini - Peucelle, Rivarola, Ferreira, Seoane, M. Evaristo | Équipes                         | Pardón - Saldarriaga, Maquilón - Denegri, Galindo, Astengo - Ramírez, Rostaing, Góngora, Bulnes, Ortega |       | Spectateurs : 20 000 Arbitrage : Aníbal Tejada | Spectateurs : 20 000 Arbitrage : Aníbal Tejada |

| 10 novembre 1929                                                                                                   | Argentine                                       | 4 – 1 | Paraguay      | Stade Gasómetro (Buenos Aires)                 |                                                |
| | M. Evaristo 7e · Ferreira 24e, 48e · Cherro 50e | (2 - 0) | Domínguez 56e | Spectateurs : 20 000 Arbitrage : Julio Borelli | Spectateurs : 20 000 Arbitrage : Julio Borelli |
| Bossio - Tarrío, Paternoster - J. Evaristo, Zumelzú, Chividini - Peucelle, Rivarola, Ferreira, Cherro, M. Evaristo | Équipes                                         | Brunetti - Olmedo, Flores - Aguirre, Díaz, Etcheverry - Nessi, Benítez Cáceres, González, Domínguez, Urbieta Sosa |               | Spectateurs : 20 000 Arbitrage : Julio Borelli | Spectateurs : 20 000 Arbitrage : Julio Borelli |

| 11 novembre 1929                                                                                   | Uruguay                               | 4 – 1                                                                                                 | Pérou       | Estadio Alvear y Tagle (Buenos Aires)         |                                               |
| | Fernández 21e, 29e, 43e · Andrade 69e | (3 - 0)                                                                                               | Lizarbe 81e | Spectateurs : 22 000 Arbitrage : Miguel Barba | Spectateurs : 22 000 Arbitrage : Miguel Barba |
| Mazali - Nasazzi, Arispe - Andrade, Silva, Magallanes - Píriz, Castro, Arremón, Fernández, Campolo | Équipes                               | Pardón - Saldarriaga, Maquilón - Denegri, Salas, Astengo - Ramírez, Rostaing, Lizarbe, Bulnes, Ortega |             | Spectateurs : 22 000 Arbitrage : Miguel Barba | Spectateurs : 22 000 Arbitrage : Miguel Barba |

| 16 novembre 1929                                                                                                  | Paraguay                                           | 5 – 0                                                                                                 | Pérou | Libertadores de América (Avellaneda)       |                                            |
| | Nessi 10e · González 55e, 63e, 69e · Domínguez 82e | (1 - 0)                                                                                               |       | Spectateurs : 8 000 Arbitrage : José Galli | Spectateurs : 8 000 Arbitrage : José Galli |
| Brunetti - Olmedo, Benítez Casco - Aguirre, Díaz, Santacruz - Nessi, Benítez Cáceres, González, Domínguez, Fretes | Équipes                                            | Pardón - Saldarriaga, Maquilón - Denegri, Salas, Astengo - Ramírez, Rostaing, Lizarbe, Bulnes, Ortega |       | Spectateurs : 8 000 Arbitrage : José Galli | Spectateurs : 8 000 Arbitrage : José Galli |

| 17 novembre 1929                                                                                                   | Argentine                      | 2 – 0                                                                                       | Uruguay | Stade Gasómetro (Buenos Aires)                |                                               |
| | Ferreira 14e · M. Evaristo 77e | (1 - 0)                                                                                     |         | Spectateurs : 60 000 Arbitrage : Miguel Barba | Spectateurs : 60 000 Arbitrage : Miguel Barba |
| Bossio - Tarrío, Paternoster - J. Evaristo, Zumelzú, Chividini - Peucelle, Rivarola, Ferreira, Cherro, M. Evaristo | Équipes                        | Mazali - Nasazzi, Arispe - Fernández, Silva, Gestido - Píriz, Castro, Scarone, Cea, Campolo |         | Spectateurs : 60 000 Arbitrage : Miguel Barba | Spectateurs : 60 000 Arbitrage : Miguel Barba |

| Championnat sud-américain de football de 1929 - Vainqueur Argentine 4e titre |

## Classement des buteurs
5 buts
- Aurelio González

3 buts
- Manuel Ferreira
- Diógenes Domínguez
- Lorenzo Fernández

2 buts
- Mario Evaristo
- Adolfo Zumelzú

1 but
- Roberto Cherro
- Carlos Peucelle
- Lino Nessi
- Agustín Lizarbe
- José Andrade